# IC 1413
IC 1413 ist eine Galaxie vom Hubble-Typ S im Sternbild Aquarius auf der Ekliptik. Sie ist schätzungsweise 228 Millionen Lichtjahre von der Milchstraße entfernt.
Das Objekt wurde am 19. September 1892 von Stéphane Javelle entdeckt.